# Jean-Albert Lièvre
Jean-Albert Lièvre, né le 15 août 1961 est un réalisateur français de documentaires.

## Biographie
Né le 15 août 1961, Jean-Albert Lièvre crée en 1982 Décofilm, la première société de repérages pour le cinéma et la télévision. En 1984, il intègre Gipo une société de production japonaise et organise dans toute l'Europe des productions de reportages et de films publicitaires à destination du Japon. De 1986 à 1992, il s'associe à Gérald, Philippe et François Calderon chez Éolis Productions et découvre la planète à travers l'univers du documentaire animalier pour la télévision et le circuit Imax. Il devient producteur exécutif puis assistant réalisateur.
En 1992, il signe sa première réalisation en tant qu'indépendant. Il est contacté par Nicolas Hulot et collabore en tant que réalisateur aux émissions Ushuaïa, le magazine de l'extrême puis Ushuaïa Nature. En 1997, il crée avec Olivier Wargny et Laure Trassard la société de production documentaire WLP. Il est à l'origine de plusieurs concepts d'émissions sur la thématique de l'environnement et de la découverte, dont : Agir pour l'environnement, L'agenda de la nature, Le Bulletin météo de l'espace. Lors du passage à l'euro, il conçoit et réalise un spot publicitaire pour l’Unicef qui sera diffusé à travers toute l'Europe. Il met son expérience aux services de grands groupes pour lesquels il réalise des films de communication à destination du grand public (Vivendi Universal, Veolia Environnement, les centres E.Leclerc, l'Agence spatiale européenne, etc.)
En 2005, à la demande de Nicolas Hulot et  Patrick Le Lay, il participe à la création d’Ushuaïa télévision et crée avec Pascal Anciaux l’émission Sur les routes d'Ushuaïa. En 2007, Claude Chirac lui demande de réaliser pour la présidence de la République française, le film d'ouverture de la conférence de Paris Citoyen de la Terre. La même année, il écrit, coproduit et réalise pour Nicolas Hulot le long métrage documentaire Le Syndrome du Titanic à destination du circuit salle en France, et dans de nombreux pays européens. Le film sort en France en septembre 2009.
De 2010 à 2014, il réalise Flore, un film sur la renaissance, au contact de la nature corse, de sa mère atteinte de la maladie d'Alzheimer, après l'avoir sortie d'un EHPAD.
Jean-Albert Lièvre est l'auteur d'un ouvrage photographique paru aux États-Unis et en France, ainsi que d'articles de presse pour VSD Nature et Vanity Fair. Élu membre de "l'Explorer Club de New York", son travail est récompensé dans de nombreux festivals internationaux.

## Filmographie
- 2009 : Le syndrome du Titanic, en collaboration avec Nicolas Hulot
- 2014 : Flore
- 2023 : Les Gardiennes de la planète

## Récompenses et distinctions
- 1996 : Festival international du film d'exploration (Ancre de Bronze)
- 1997 : Festival international du Film d'exploration (Prix du public)
- 1997 : Grand Prix Rolex
- 2007 : Festival international du film écologique de Bourges (Grand prix)
- 2008 : Festival international du film écologique de Bourges (Prix du Public)
- 2014 : Festival SR New York, USA (sélection officielle)
- 2014 : Festival international du film d'environnement de Paris (Avant première)
- 2014 : Festival CoLCoA, Los Angeles (Prix du meilleur documentaire)
- 2014 : Festival international du film de Vancouver, Canada (Sélection officielle)
- 2015 : Festival international SPIFF Washington, USA, best documentary, prix du public.
- 2023: IFF Water sea Oceans,  Grand Prix.
- 2023: Millennium docs against Gravity ,Poland. Prix du Public.
- 2023: Festival du Film Insolite. Prix du Public.
- 2023: Wild Ocean Filmfest, Spain. Finaliste.
- 2024: Blue water film Festival San Diego California. Best  Cinematography.
- 2024: festival du film Green Vision de Potsdam, soirée d'ouverture.
- 2024  Hamptons doc festival  Special screening.